# Скін-ду

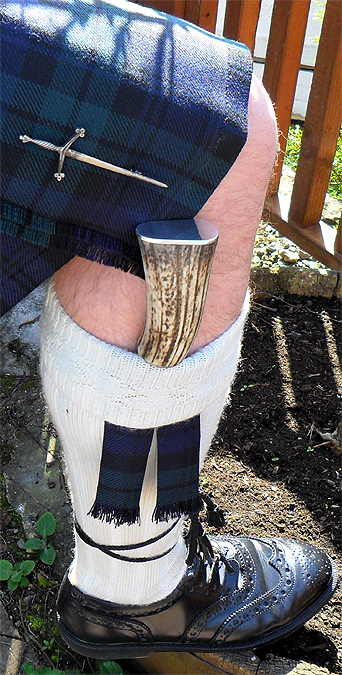
Скін-ду у складі шотландського чоловічого костюма

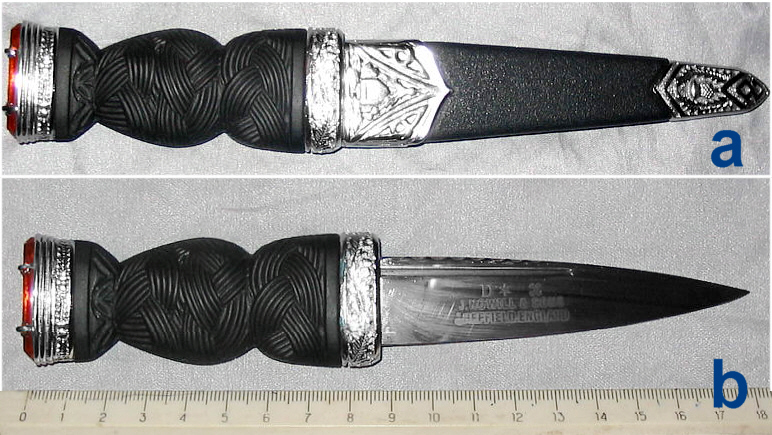
Скін-ду шеффілдської фірми J. Nowill & sons a — у піхвах, b — без піхов

Скін-ду (англ. і шотл. гел. sgian-dubh; англійська вимова МФА: [skiːən ˈduː]; шотландська гельська вимова: [s̪kʲənˈt̪u]) — це невеликий однолезвий ніж (гельськ. sgian, скін), який носять як частину традиційного одягу Шотландії. Спочатку використовувався для вживання в їжу та приготування фруктів, м'яса, нарізання хліба і сиру, а також для інших більш загальних повсякденних цілей, таких як предмет для різання та захисту, тепер його носять як частину традиційного шотландського одягу, захованим у верх панчохи, коли видна лише верхня частина рукоятки. Скін-ду зазвичай носять на боці домінантної руки.

## Етимологія та вимова
Назва походить від шотл. гел. sgian-dubh. Хоча основне значення слова dubh — «чорний», вторинне значення «прихований» лежить в основі sgian-dubh, і воно засновується на історіях і теоріях, пов'язаних з походженням ножа, зокрема тих, які пов'язані із шотландським звичаєм складання зброї перед входом до будинку в якості гостя. Також sgian-dubh можна порівнювати з іншими гельськими словосполученнями, такими як dubh-sgeir «підводний шхер» (букв. «чорний шхер»), dubh-fhacal «загадка» (букв. «приховане слово»), dubh-cheist «енігма» (букв. «приховане питання»).
Незважаючи на таку практику, невеликий подвійний кинджал (матукашлас), захований під пахвою, у поєднанні з меншим ножем (sgian-dubh), захований у гольф або черевик, був елементом захисту або несподіванки, якщо задіяний при нападі.
Оскільки слово sgian належить до жіночого роду, очікуваною формою має бути sgian dhubh, оскільки іменник жіночого роду спричиняє леніцію початкового приголосного у наступному прикметнику, і справді, у сучасній гальській мові сполучення «чорний ніж» передається як sgian dhubh. Однак термін для церемоніального ножа є усталеним сполученням, що містить скам'янілу історичну форму. У старішій гельській мові система заблокованої леніції розуміє під собою те, що леніція не відбувалася, коли прикметник починався з приголосного тієї ж групи, що й кінцевий приголосний іменника (в гельській мові обидва звуки n і d належать до групи зубних).
В англійській мові можна знайти різні варіанти написання, зокрема «skene-dhu» та «skean-dhu».
Англізована множина найчастіше є sgian-dubhs (у різних варіантах написання), але sgians-dubh також іноді зустрічається. Власно гельські форми множини (наприклад, sgianan-dubha) рідко зустрічаються в англійській мові.

## Походження

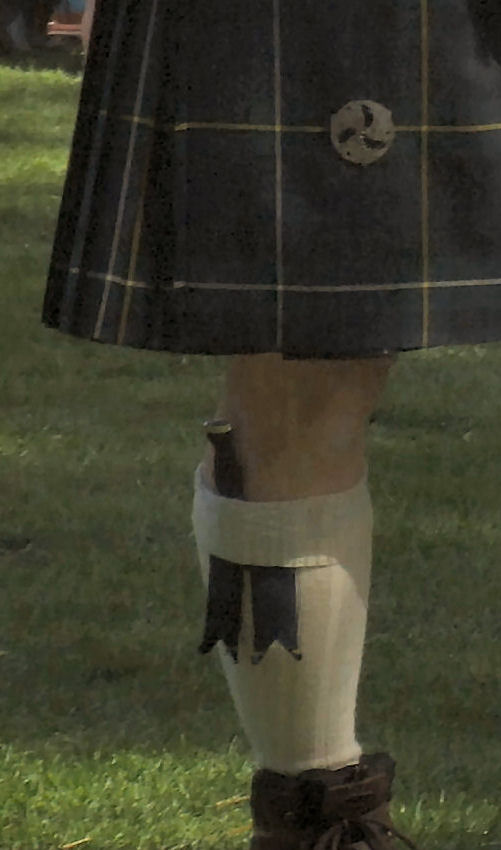
Скін-ду

Скін-ду, можливо, розвинувся від скін-окклса (sgian-achlais) — кинджала, який можна було сховати під пахвою. Цей ніж, використовуваний шотландцями 17-го і 18-го століть, був трохи більшим за середній сучасний скін-ду і носився у верхній частині рукава або підкладці куртки.
Ввічливість і етикет вимагають, щоб під час входу в будинок друга діставали будь-яку приховану зброю. Звідси випливає, що скін-окклс буде вилучено зі свого сховку і виставлено у верхній частині панчохи, яка надійно тримається підв'язками.
Скін-ду також нагадує невеликий ніж, який є частиною типового набору мисливських ножів. Ці набори містять м'ясний ніж із лезом від 9 до 10 дюймів (23–25 см) і шкурку з лезом близько 4 дюймів (10 см). Ці ножі зазвичай мали рогові ручки, як і багато ранніх скін-ду. Більший ніж, ймовірно, є предком сучасного дирка.
Болотний дуб, чорний на вигляд, був дуже твердою деревиною, придатною для цієї мети. Рукоятки ножів оленя імітують ріг, який також традиційно використовувався. Будь-які прикраси є лише відображенням відсутності у горця довіри до паперових грошей, що призвело до того, що він прикрашав більшу частину свого особистого одягу сріблом та камінням раухтопазу, які мають цінність. Таким чином, він носив на собі більшу частину свого статку. Чорний кинджал (скін-ду) зазвичай носили приховано, дуже часто під пахвою. Це підтверджує думку, що «чорний» не стосується лише кольору ручки, а означає «прихований» (див. вище) — як у сполученнях «чорний ринок» або англ. blackmail («шантаж»). Подорожуючи, поклавши всю свою іншу зброю біля вхідних дверей, він не позбавлявся свого прихованого кинджала, оскільки в ці дні було небезпечно бути коли-небудь повністю беззбройним, не тому, що він боявся свого господаря, а скоріше тому, що боявся вторгнень ззовні. Відповідно, хоча і зберігаючи кинджал, з ввічливості до господаря він прибирав його з місця приховування і клав куди-небудь, де господар міг його побачити, зазвичай в панчоху на боці його домінуючої руки (правша або лівша).
Скін-ду можна побачити на портретах чоловіків у кілтах середини 19 століття. Портрет сера Генрі Реберна полковника Аласдера Ранальдсона МакДонелла з Гленгаррі висить у Національній галереї Шотландії; на його поясі з правого боку висить шотландський кортик-дирк, а у верхній частині правої панчохи видно те, що здається вкладеним набором з двох скін-ду. Подібний скін-ду є в колекції Національного музею старожитностей Шотландії.

## Конструкція

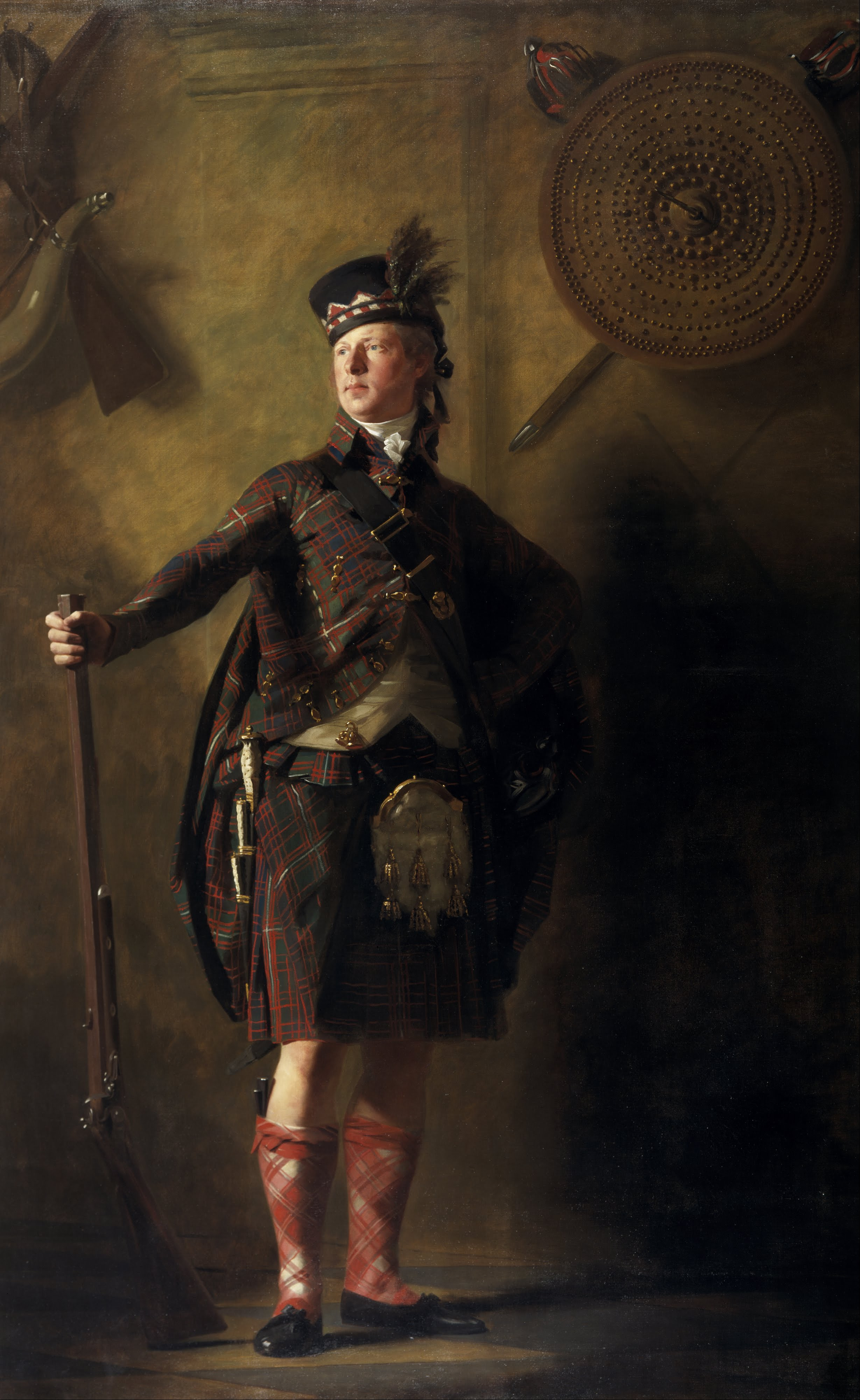
Пара маленьких ножів скін-ду за панчішною підв'язкою в шотландському костюмі. Сер Генрі Реберн. Портрет Елестера Ренельдсона Макдонелла із Гленгеррі. 1812 рік

Ранні леза відрізнялися конструкцією, деякі з них були «обрізані» (як на відомому «ножі Боуї») або «краплеподібні». «Наконечник списа» тепер став універсальним. Найдавніші відомі леза, деякі з них зберігаються в Національному музеї Шотландії в Единбурзі, виготовлені з німецької або скандинавської сталі, яку високо цінували горяни. Фестончатий напилок на тильній стороні леза поширений на всіх шотландських ножах. Типовим є коротке лезо від 3 до 3,5 дюймів (7,5-9 см).
Традиційно піхви виготовляються зі шкіри, посиленої деревом і оснащені срібними або іншими металевими кріпленнями, на яких можуть бути відлиті або вигравірувані візерунки, починаючи від шотландських будяків, кельтських вузлів або геральдичних елементів, таких як герб. Піхви багатьох сучасних скін-ду виготовлені з пластику з менш дорогими металевими кріпленнями.
Оскільки сучасний скін-ду носять в основному як церемоніальний елемент одягу і зазвичай не використовуються для розрізання їжі або самооборони, леза часто мають просту (але не негламурну) конструкцію. Зазвичай вони виготовляються з нержавіючої сталі. Рукоятки, які використовуються на багатьох сучасних скін-ду, виготовлені з пластику, який нагадує різьблене дерево і оснащений литими металевими кріпленнями та синтетичними декоративними каменями. Деякі навіть не ножі, а пластикова ручка і піхви, відлиті як єдине ціле. Іншими прикладами є розкішні та дорогі предмети мистецтва з ручним різьбленням з чорного дерева або мореного дуба, фурнітурою з стерлінгового срібла, з навершями, інкрустованими справжніми раухтопазами, з лезами дамаської сталі або з витравленими кельтськими орнаментами чи геральдичними мотивами.

## Легальність
Коли його носять як частину шотландського національного одягу, скін-ду є законним у Шотландії, Англії та Уельсі: у Шотландії відповідно до Закону про кримінальне право (консолідація) (Шотландія) 1995 року, сек. 49, підрозд. 5(c); в Англії та Уельсі відповідно до Закону про кримінальне правосуддя 1988 року (розділ 139) та Закону про наступальну зброю 1996 року (розділ 4).
Однак носіння скін-ду іноді забороняється в районах з політикою нульової терпимості щодо зброї або підвищеними проблемами безпеки. Наприклад, їм заборонили ходити на шкільні танці в Шотландії і спочатку заборонили для святкування битви при Беннокберні в червні 2014 року.
Правила безпеки аеропорту тепер вимагають, щоб пасажири клали свій скін-ду у зареєстрований багаж.
Монреальський дудар, який отримав від поліції квиток за носіння ножа, боровся з обвинуваченням у суді. Поліція дала Джеффу Маккарті квиток у розмірі 221 доларів за те, що він носив його в кільті під час виступу на церемонії скликання Університету Макгілла 2 листопада 2016 року. У травні 2018 року справу було припинено, а його ніж повернули.